# Liste der Australian-Open-Sieger (Damendoppel)
Diese Liste enthält alle Finalistinnen im Damendoppel bei den Australasian championships (bis 1926), den Australian championships (bis 1968) und den Australian Open. Thelma Coyne Long ist mit 12 Titeln zwischen 1936 und 1958 Rekordchampion.
| Jahr                | Siegerinnen                                                | Finalgegnerinnen                                           | Ergebnis                                                   |
| ------------------- | ---------------------------------------------------------- | ---------------------------------------------------------- | ---------------------------------------------------------- |
| 1922                | Esna Boyd Marjorie Mountain                                | Floris St. George Lorna Utz                                | 1:6, 6:4, 7:5                                              |
| 1923                | Esna Boyd Sylvia Lance                                     | Margaret Molesworth Beryl Turner                           | 6:1, 6:4                                                   |
| 1924                | Daphne Akhurst Sylvia Lance                                | Kathrine Le Mesurier Meryl O’Hara Wood                     | 7:5, 6:2                                                   |
| 1925                | Sylvia Harper Daphne Akhurst                               | Esna Boyd Kathrine Le Mesurier                             | 6:4, 6:3                                                   |
| 1926                | Meryl O’Hara Wood Esna Boyd                                | Daphne Akhurst Marjorie Cox                                | 6:3, 6:8, 8:6                                              |
| 1927                | Meryl O’Hara Wood Louie Bickerton                          | Esna Boyd Sylvia Harper                                    | 6:3, 6:3                                                   |
| 1928                | Daphne Akhurst Esna Boyd                                   | Kathrine Le Mesurier Dorothy Weston                        | 6:3, 6:1                                                   |
| 1929                | Daphne Akhurst Louie Bickerton                             | Sylvia Harper Meryl O’Hara Wood                            | 6:2, 3:6, 6:2                                              |
| 1930                | Margaret Molesworth Emily Hood                             | Marjorie Cox Sylvia Harper                                 | 6:3, 0:6, 7:5                                              |
| 1931                | Daphne Cozens Louie Bickerton                              | Nell Lloyd Lorna Utz                                       | 6:0, 6:4                                                   |
| 1932                | Coral Buttsworth Marjorie Crawford                         | Kathrine Le Mesurier Dorothy Weston                        | 6:2, 6:2                                                   |
| 1933                | Margaret Molesworth Emily Westacott                        | Joan Hartigan Marjorie Van Ryn                             | 6:3, 6:2                                                   |
| 1934                | Margaret Molesworth Emily Westacott                        | Joan Hartigan Ula Valkenburg                               | 6:8, 6:4, 6:4                                              |
| 1935                | Evelyn Dearman Nancy Lyle                                  | Louie Bickerton Nell Hopman                                | 6:3, 6:4                                                   |
| 1936                | Thelma Coyne Nancye Wynne                                  | May Blick Katherine Woodward                               | 6:2, 6:4                                                   |
| 1937                | Thelma Coyne Nancye Wynne                                  | Nell Hopman Emily Westacott                                | 6:2, 6:2                                                   |
| 1938                | Thelma Coyne Nancye Wynne                                  | Dorothy Bundy Dorothy Workman                              | 9:7, 6:4                                                   |
| 1939                | Thelma Coyne Nancye Wynne                                  | May Hardcastle Emily Westacott                             | 7:5, 6:4                                                   |
| 1940                | Thelmy Coyne Nancye Wynne                                  | Joan Hartigan Emily Niemeyer                               | 7:5, 6:2                                                   |
| 1941–1945           | ausgefallen (Zweiter Weltkrieg)                            | ausgefallen (Zweiter Weltkrieg)                            | ausgefallen (Zweiter Weltkrieg)                            |
| 1946                | Joyce Fitch Mary Bevis                                     | Nancye Bolton Thelma Long                                  | 9:7, 6:4                                                   |
| 1947                | Thelma Long Nancye Bolton                                  | Mary Bevis Joyce Fitch                                     | 6:3, 6:3                                                   |
| 1948                | Thelma Long Nancye Bolton                                  | Mary Bevis Pat Jones                                       | 6:3, 6:3                                                   |
| 1949                | Thelma Long Nancye Bolton                                  | Doris Hart Marie Toomey                                    | 6:0, 6:1                                                   |
| 1950                | Louise Brough Doris Hart                                   | Nancye Bolton Thelma Long                                  | 6:2, 2:6, 6:3                                              |
| 1951                | Thelma Long Nancye Bolton                                  | Joyce Fitch Mary Hawton                                    | 6:2, 6:1                                                   |
| 1952                | Thelma Long Nancye Bolton                                  | Alison Baker Mary Hawton                                   | 6:1, 6:1                                                   |
| 1953                | Maureen Connolly Julie Sampson                             | Mary Hawton Beryl Penrose                                  | 6:4, 6:2                                                   |
| 1954                | Mary Hawton Beryl Penrose                                  | Hazel Redick-Smith Julia Wipplinger                        | 6:3, 8:6                                                   |
| 1955                | Mary Hawton Beryl Penrose                                  | Nell Hopman Gwen Thiele                                    | 7:5, 6:1                                                   |
| 1956                | Mary Hawton Thelmo Long                                    | Mary Carter Beryl Penrose                                  | 6:2, 5:7, 9:7                                              |
| 1957                | Althea Gibson Shirley Fry                                  | Mary Hawton Fay Muller                                     | 6:2, 6:1                                                   |
| 1958                | Mary Hawton Thelma Long                                    | Lorraine Coghlan Angela Mortimer                           | 7:5, 6:8, 6:2                                              |
| 1959                | Renée Schuurman Sandra Reynolds                            | Lorraine Coghlan Mary Reitano                              | 7:5, 6:4                                                   |
| 1960                | Maria Bueno Christine Truman                               | Lorraine Robinson Margaret Smith                           | 6:2, 5:7, 6:2                                              |
| 1961                | Mary Reitano Margaret Smith                                | Mary Hawton Jan Lehane                                     | 6:4, 3:6, 7:5                                              |
| 1962                | Margaret Smith Robyn Ebbern                                | Darlene Hard Mary Reitano                                  | 6:4, 6:4                                                   |
| 1963                | Margaret Smith Robyn Ebbern                                | Jan Lehane Lesley Turner                                   | 6:1, 6:3                                                   |
| 1964                | Judy Tegart Lesley Turner                                  | Robyn Ebbern Margaret Smith                                | 6:4, 6:4                                                   |
| 1965                | Margaret Smith Lesley Turner                               | Robyn Ebbern Billie Jean Moffitt                           | 1:6, 6:2, 6:3                                              |
| 1966                | Carole Graebner Nancy Richey                               | Margaret Smith Lesley Turner                               | 6:4, 7:5                                                   |
| 1967                | Lesley Turner Judy Tegart                                  | Lorraine Robinson Évelyne Terras                           | 6:0, 6:2                                                   |
| 1968                | Karen Krantzcke Kerry Melville                             | Judy Tegart Lesley Turner                                  | 6:4, 3:6, 6:2                                              |
| Beginn der Open-Ära |                                                            |                                                            |                                                            |
| 1969                | Margaret Court Judy Tegart                                 | Rosemary Casals Billie Jean King                           | 6:4, 6:4                                                   |
| 1970                | Margaret Court Judy Dalton                                 | Karen Krantzcke Kerry Melville                             | 6:3, 6:1                                                   |
| 1971                | Margaret Court Evonne Goolagong                            | Jill Emmerson Lesley Hunt                                  | 6:0, 6:0                                                   |
| 1972                | Kerry Harris Helen Gourlay                                 | Patricia Coleman Karen Krantzcke                           | 6:0, 6:4                                                   |
| 1973                | Margaret Court Virginia Wade                               | Kerry Harris Kerry Melville                                | 6:4, 6:4                                                   |
| 1974                | Evonne Goolagong Peggy Michel                              | Kerry Harris Kerry Melville                                | 7:5, 6:3                                                   |
| 1975                | Evonne Goolagong Peggy Michel                              | Margaret Court Olga Morosowa                               | 7:6, 7:6                                                   |
| 1976                | Evonne Cawley Helen Gourlay                                | Lesley Bowrey Renáta Tomanová                              | 8:1                                                        |
| 1977 (Januar)       | Dianne Fromholtz Helen Gourlay                             | Betsy Nagelsen Kerry Melville                              | 5:7, 6:1, 7:5                                              |
| 1977 (Dezember)     | Evonne Cawley Helen Cawley                                 |                                                            | Sieg geteilt                                               |
| 1977 (Dezember)     | Mona Guerrant Kerry Reid                                   |                                                            | Sieg geteilt                                               |
| 1978                | Betsy Nagelsen Renáta Tomanová                             | Naoko Satō Pam Whytcross                                   | 7:5, 6:2                                                   |
| 1979                | Judy Chaloner Diane Evers                                  | Leanne Harrison Marcella Mesker                            | 6:1, 3:6, 6:0                                              |
| 1980                | Martina Navratilova Betsy Nagelsen                         | Ann Kiyomura Candy Reynolds                                | 6:4, 6:4                                                   |
| 1981                | Kathy Jordan Anne Smith                                    | Martina Navratilova Pam Shriver                            | 6:2, 7:5                                                   |
| 1982                | Martina Navratilova Pam Shriver                            | Claudia Kohde-Kilsch Eva Pfaff                             | 6:4, 6:2                                                   |
| 1983                | Martina Navratilova Pam Shriver                            | Anne Hobbs Wendy Turnbull                                  | 6:4, 6:7, 6:2                                              |
| 1984                | Martina Navratilova Pam Shriver                            | Claudia Kohde-Kilsch Helena Suková                         | 6:3, 6:4                                                   |
| 1985                | Martina Navratilova Pam Shriver                            | Claudia Kohde-Kilsch Helena Suková                         | 6:3, 6:4                                                   |
| 1986                | Kein Turnier (Umstellung auf den Austragungstermin Januar) | Kein Turnier (Umstellung auf den Austragungstermin Januar) | Kein Turnier (Umstellung auf den Austragungstermin Januar) |
| 1987                | Martina Navratilova Pam Shriver                            | Zina Garrison Lori McNeil                                  | 6:1, 6:0                                                   |
| 1988                | Martina Navratilova Pam Shriver                            | Chris Evert Wendy Turnbull                                 | 6:0, 7:5                                                   |
| 1989                | Martina Navratilova Pam Shriver                            | Patty Fendick Jill Hetherington                            | 3:6, 6:3, 6:2                                              |
| 1990                | Jana Novotná Helena Suková                                 | Patty Fendick Mary Joe Fernández                           | 7:65, 7:66                                                 |
| 1991                | Patty Fendick Mary Joe Fernández                           | Gigi Fernández Jana Novotná                                | 7:64, 6:1                                                  |
| 1992                | Arantxa Sánchez Vicario Helena Suková                      | Mary Joe Fernández Zina Garrison                           | 6:4, 7:63                                                  |
| 1993                | Gigi Fernández Natallja Swerawa                            | Pam Shriver Elizabeth Smylie                               | 6:4, 6:3                                                   |
| 1994                | Gigi Fernández Natallja Swerawa                            | Patty Fendick Meredith McGrath                             | 6:3, 4:6, 6:4                                              |
| 1995                | Jana Novotná Arantxa Sánchez Vicario                       | Gigi Fernández Natallja Swerawa                            | 6:3, 67:7, 6:4                                             |
| 1996                | Chanda Rubin Arantxa Sánchez Vicario                       | Lindsay Davenport Mary Joe Fernández                       | 7:5, 2:6, 6:4                                              |
| 1997                | Martina Hingis Natallja Swerawa                            | Lindsay Davenport Lisa Raymond                             | 6:2, 6:2                                                   |
| 1998                | Martina Hingis Mirjana Lučić                               | Lindsay Davenport Natallja Swerawa                         | 6:4, 2:6, 6:3                                              |
| 1999                | Martina Hingis Anna Kurnikowa                              | Lindsay Davenport Natallja Swerawa                         | 7:5, 6:3                                                   |
| 2000                | Lisa Raymond Rennae Stubbs                                 | Martina Hingis Mary Pierce                                 | 6:4, 5:7, 6:4                                              |
| 2001                | Serena Williams Venus Williams                             | Lindsay Davenport Corina Morariu                           | 6:2, 4:6, 6:4                                              |
| 2002                | Martina Hingis Anna Kurnikowa                              | Daniela Hantuchová Arantxa Sánchez Vicario                 | 6:2, 67:7, 6:1                                             |
| 2003                | Serena Williams Venus Williams                             | Virginia Ruano Pascual Paola Suárez                        | 4:6, 6:4, 6:3                                              |
| 2004                | Virginia Ruano Pascual Paola Suárez                        | Swetlana Kusnezowa Jelena Lichowzewa                       | 6:4, 6:3                                                   |
| 2005                | Swetlana Kusnezowa Alicia Molik                            | Lindsay Davenport Corina Morariu                           | 6:3, 6:4                                                   |
| 2006                | Yan Zi Zheng Jie                                           | Lisa Raymond Samantha Stosur                               | 2:6, 7:67, 6:3                                             |
| 2007                | Cara Black Liezel Huber                                    | Chan Yung-jan Chuang Chia-jung                             | 6:4, 64:7, 6:1                                             |
| 2008                | Aljona Bondarenko Kateryna Bondarenko                      | Wiktoryja Asaranka Shahar Peer                             | 2:6, 6:1, 6:4                                              |
| 2009                | Serena Williams Venus Williams                             | Daniela Hantuchová Ai Sugiyama                             | 6:3, 6:3                                                   |
| 2010                | Serena Williams Venus Williams                             | Cara Black Liezel Huber                                    | 6:4, 6:3                                                   |
| 2011                | Gisela Dulko Flavia Pennetta                               | Wiktoryja Asaranka Marija Kirilenko                        | 2:6, 7:5, 6:1                                              |
| 2012                | Swetlana Kusnezowa Wera Swonarjowa                         | Sara Errani Roberta Vinci                                  | 5:7, 6:4, 6:3                                              |
| 2013                | Sara Errani Roberta Vinci                                  | Ashleigh Barty Casey Dellacqua                             | 6:2, 3:6, 6:2                                              |
| 2014                | Sara Errani Roberta Vinci                                  | Jekaterina Makarowa Jelena Wesnina                         | 6:4, 3:6, 7:5                                              |
| 2015                | Bethanie Mattek-Sands Lucie Šafářová                       | Chan Yung-jan Zheng Jie                                    | 6:4, 7:65                                                  |
| 2016                | Martina Hingis Sania Mirza                                 | Andrea Hlaváčková Lucie Hradecká                           | 7:61, 6:3                                                  |
| 2017                | Bethanie Mattek-Sands Lucie Šafářová                       | Andrea Hlaváčková Peng Shuai                               | 6:74, 6:3, 6:3                                             |
| 2018                | Tímea Babos Kristina Mladenovic                            | Jekaterina Makarowa Jelena Wesnina                         | 6:4, 6:3                                                   |
| 2019                | Samantha Stosur Zhang Shuai                                | Tímea Babos Kristina Mladenovic                            | 6:3, 6:4                                                   |
| 2020                | Tímea Babos Kristina Mladenovic                            | Hsieh Su-wei Barbora Strýcová                              | 6:2, 6:1                                                   |
| 2021                | Elise Mertens Aryna Sabalenka                              | Barbora Krejčíková Kateřina Siniaková                      | 6:2, 6:3                                                   |
| 2022                | Barbora Krejčíková Kateřina Siniaková                      | Anna Danilina Beatriz Haddad Maia                          | 6:73, 6:4, 6:4                                             |
| 2023                | Barbora Krejčíková Kateřina Siniaková                      | Shūko Aoyama Ena Shibahara                                 | 6:4, 6:3                                                   |
| 2024                | Hsieh Su-wei Elise Mertens                                 | Ljudmyla Kitschenok Jeļena Ostapenko                       | 6:1, 7:5                                                   |
| 2025                | Kateřina Siniaková Taylor Townsend                         | Hsieh Su-wei Jeļena Ostapenko                              | 6:2, 6:74, 6:3                                             |